# EaseUS Partition Master
EaseUS Partition Master é um software de gerenciamento de partição de disco que permite aos usuários gerenciar unidades de disco rígido ou unidades de estado sólido em sistemas operacionais Windows de 32 ou 64 bits e servidores Windows.

## Visão geral
Criado pela EaseUS Software, o programa foi lançado inicialmente em 2006. Ele vem em três versões: Home, Professional e Enterprise. Ele executa tarefas que o gerenciador de dispositivos padrão do Windows não oferece, incluindo teste de superfície de disco, ocultação de partições, reconstrução de MBR e imagem de disco de inicialização do WinPE.
Em 2021, a versão 16.5 do EaseUS Partition Master adicionou a função estender/diminuir a partição.